# Вирджиния Харт
Вирджиния Харт (на английски: Virginia Hart) е американска писателка на произведения в жанра съвременен и исторически любовен роман и романтичен трилър. Писала е и под псевдонима Ванеса Хейл (Vanessa Hale).

## Биография и творчество
Вирджиния Харт е родена на 5 март 1948 г. в Сейнт Луис, Мисури, САЩ. Родителите ѝ са танцьори, и докато тя е в тийнейджърска възраст, семейството се премества в Лос Анджелис, и отворя собствено студио за степ и акробатика.
Учи в университета „Франсис Марион“ и завършва с бакалавърска степен по счетоводство и магистърска степен по педагогика. Преподава на непълно работно време в местния Технически колеж в продължение на почти едно десетилетие.
Ненаситна читателка, предимно на любовни истории, тя мечтае да бъде писателка. След като се омъжва за съпруга си, който е текстописец, и имат двама сина, тя започва сама да пише.
Първият ѝ любовен роман „So Wild a Rose“ е публикуван през 1980 г.
Вирджиния Харт живее със семейството си в Бърбанк, Калифорния.

## Произведения

### Като Вирджиния Харт

#### Самостоятелни романи
- So Wild a Rose (1980)
- Where Passion Waits (1982)
- Sweet Pretender (1986)
- Night of the Spring Moon (1987)
- Without Rainbows (1989)
- Love Or Money (1991)
- Pet Peeves (1993)
Мили създания, изд.: „Арлекин България“, София (1994), прев. Вихра Ганчева
- Moonrise Cove (1996)
- Sunlight in Vermont (1997)
- A Rocky Romance (1998)
- A Love for Ivy (1999)

#### Серия „Невероятните пет“ (Fabulous Five)
1. Beneath The Lie (2014)
2. The Final Pairing (2015)

#### Участие в общи серии с други писатели

##### Серия „Завръщане в ранчото“ (Back To The Ranch)
- The Perfect Scoundrel (1994)

от серията има още 16 романа от различни автори

### Като Ванеса Хейл

#### Самостоятелни романи
- Sweet Deception (1995)